# Catherine Clément
Pour les articles homonymes, voir Clément.
Catherine Clément (parfois Catherine Backès ou Catherine Clément-Backès), née le 10 février 1939 à Boulogne-Billancourt, est une philosophe et femme de lettres française.

## Biographie

### Histoires de famille
Née dans une famille mi-catholique, mi-juive, Catherine Clément passe une grande partie de son enfance sur les bords de la Loire avec sa grand-mère chrétienne, ce qu'elle raconte dans son livre Maison mère. Elle a un frère cadet, Jérôme Clément.
Du côté paternel, catholique, l'un de ses arrière-grands-pères tient une pharmacie à Dinan. Catherine Clément témoigne : « On a trouvé dans les archives familiales des photographies de Mata Hari en costume d’officier posant (…), ce ne sont pas des photos volées (…), que ce potard avait pris[es] dans son arrière-boutique. Comment est-ce qu’un pharmacien de Dinan se retrouve avec Mata Hari dans son arrière-boutique ? » Elle « imagine » que son arrière-grand-père et Mata Hari ont eu « au minimum un début d'histoire sentimentale ».
Du côté maternel, sa famille est originaire de Russie via l'Azerbaïdjan. Les parents de la mère de Catherine Clément, Raymonde Gornick, s'étaient réfugiés à Bakou, fuyant les persécutions contre les juifs russes à partir des années 1870. Une communauté juive y a prospéré dans les années 1880. Monsieur et Madame Gornick se réfugient finalement en France où le mari s'établit comme fourreur. En 1931, il est président du syndicat des fourreurs. Ils seront déportés, par le convoi No. 72, en date du 29 avril 1944, du Camp de Drancy vers Auschwitz, où ils meurent à leur arrivée en mai 1944. Cette « tragédie familiale » occupe une place significative dans les livres de Catherine et de son frère Jérôme Clément.

Sa mère, pharmacienne, a été membre de la Mission Ramakrishna. 

« Après l'assassinat de mes grands-parents, quand on a été sûr qu'ils avaient été vraiment gazés, qu'on a eu les témoignages (…), ma mère est brièvement passée, je ne dirais pas qu’elle s'est convertie, par une secte, pas dangereuse d'ailleurs, qui s'appelle la Ramakrishna Mission (…). À la maison, il y avait une dame, ma mère, pharmacienne de son état, qui soufflait dans une conque tous les matins et se baladait en sari orange. Ça a fini par gonfler toute la famille et ça m’a donné une véritable phobie de l’Inde. Le Quai d’Orsay a dû me mettre dans l’avion quasiment de force. »

### Parcours
Elle intègre l'École normale supérieure de jeunes filles (ENSJF) en 1959, école dite de Sèvres, mais installée boulevard Jourdan à Paris. Agrégée de philosophie à l’âge de 22 ans, la sévrienne devient ensuite l’assistante de Vladimir Jankélévitch à la Sorbonne à 24 ans : au grade d'assistant, qui n'existe plus, les jeunes enseignants dirigeaient les travaux pratiques.
Sa rencontre avec Claude Lévi-Strauss, qui l’invite à décrypter un mythe africain devant son séminaire à l'EPHE en 1962, l’influence de manière décisive. Elle lui consacre d’ailleurs son premier essai Claude Lévi-Strauss ou la structure et le malheur, publié en 1970, et un Que sais-je ? paru en 2002.
À partir de 1959, elle suit le séminaire de Jacques Lacan, d'abord à l'hôpital Sainte-Anne, puis à l'École normale supérieure et à l'université Paris 1 Panthéon-Sorbonne, et ce jusqu'à la fin [réf. nécessaire]. Membre de l'École freudienne à titre « profane », elle n'a jamais été psychanalyste.
Détachée au CNRS, elle prépare provisoirement une thèse sur Le Paradis perdu de Vladimir Jankélévitch. En 1976, après 12 ans d'enseignement supérieur, elle démissionne de l'université. Fin 1976, elle entre au quotidien Le Matin de Paris comme cheffe de rubrique culture, chargée d'éditer les articles sur les livres, les expositions, le théâtre, la musique, à l'exception du cinéma ; elle est elle-même chargée de la critique des essais. Cet engagement dans un journal socialiste ne l'empêchait pas de militer au parti communiste français, dont elle est cependant exclue en février 1981. Elle déclare dans Le Monde être devenue comme « une âme morte ». Elle réagit ainsi à l'affaire de l'envoi d'un bulldozer, fin décembre 1980, contre un foyer insalubre d'immigrés dans la municipalité communiste de Vitry-sur-Seine, et à la campagne à Montigny début février 1981 contre un présumé trafiquant de drogue immigré (mais non attaqué comme tel par le maire Robert Hue). Elle réalise par ailleurs de grandes interviews, notamment le dernier entretien avec Jean-Paul Sartre, un entretien avec Claude Lévi-Strauss sur ses expériences japonaises et le premier entretien de François Mitterrand au Matin de Paris.
Son aficion pour l'art de la tauromachie est développée dans un livre écrit avec François Coupry, Torero d'or, dont Le Matin de Paris, en 1981, fait l'éloge en ces termes : « L'intelligente groupie de la tauromachie en général et de la corrida rétablit les lois du fantasme et de la littérature spécialisée ; situe bien sa position de femme dans une joute où règnent les hommes ; formule allègrement rites de passage et d'initiation. » Le livre a créé un véritable événement médiatique, déchaînant des passions contradictoires, et un débat enflammé aux Dossiers de l'écran quelques semaines plus tard, annoncé dans Le Monde du 16 juillet, avec un article vengeur d'Andrée Valadier qui considère l'ouvrage comme « une insulte à l'intelligence. » Jean Lacouture écrit quant à lui dans Le Monde du 10 juin 1981 : « Qu'une philosophe notoire et un romancier fêté, non contents d'avouer quelques penchants pour la tauromachie, aggravent leur cas en pénétrant dans l'arène, et de concert, voilà qui crée ce qu'on appelle un événement. Saluons-le. Ce n'est pas tous les jours qu'une spécialiste de Lévi-Strauss, de Freud et de Lacan revêt le costume de lumière aux côtés d'un auteur de chez Gallimard pour un "mano a mano", plume en mains. »
En 1982, elle est nommée au ministère des Relations extérieures, à la tête de l'Association française d'action artistique (AFAA), chargée de la diffusion et de l'accueil de la culture française à l'étranger et se rend souvent à Cuba. Mais sur demande de l'Association professionnelle des agents diplomatiques et consulaires, le Conseil d'État annule, en décembre 1984, la nomination de Catherine Clément, pour avoir été prononcée par une autorité incompétente.
André Lewin deviendra son mari après avoir pourtant, selon elle, saisi le Conseil d'État contre sa nomination à l'AFAA. Il lui reproche d'être seulement normalienne et pas énarque. Le conflit dure trois ans. Pour les réconcilier, le ministre des Affaires étrangères de l'époque, Roland Dumas, les présente au cours d'un déjeuner de « réconciliation forcée ». C'est comme cela qu'ils se sont connus.
Elle séjourne quatre années en Inde, de 1987 à 1991, comme compagne d'André Lewin qui est alors ambassadeur de France, puis cinq ans en Autriche, et enfin trois ans au Sénégal (1996-1999),.
À l'époque, quand elle part pour l'Inde, elle a déjà publié cinq romans et huit essais. L'Inde lui inspire plusieurs ouvrages, Pour l'amour de l'Inde (Flammarion, 1993), Le voyage de Théo (Seuil, 1998), Promenade avec les dieux de l'Inde (Panama, 2005), La Princesse mendiante (Panama, 2007). Par ailleurs, elle est aujourd'hui membre du Forum franco-indien qui s’efforce de « changer l’image de marque de l’Inde en France ».
Depuis 2002, elle dirige l'Université populaire du quai Branly, qui se déroule dans le théâtre Claude Lévi-Strauss, au sein même du Musée du Quai Branly. Elle a produit de 2009 à 2011 une émission sur France Culture chaque mercredi à 21 heures intitulée Cultures de soi, cultures des autres.
Le 12 décembre 2013, face notamment à Dany Laferrière, Arthur Pauly et Jean-Claude Perrier, elle est candidate au fauteuil 2 de l'Académie française laissé vacant par Hector Bianciotti. Elle recueille trois voix et c'est finalement Dany Laferrière qui est élu,.
Durant l'été 2014, elle propose du lundi au vendredi à 14h23 sur France Culture Nous serons comme des dieux, une série de feuilletons de 6 minutes contant les légendes et mythes de la Grèce antique, de l'Inde ou encore des cultures amérindiennes et africaines. Les épisodes racontent la vie et les mœurs des dieux sur un ton humoristique mais très documenté, et sont classés selon des thématiques hebdomadaires telles que : Les procréations assistées, Les amoureux massacrés, Les déesses vierges ou encore Quand les bêtes sont des dieux.

### Vie personnelle
Elle est la sœur de Jérôme Clément, également auteur, ex-président d’Arte et de la Fondation Alliance française, et a été la compagne de l’ambassadeur André Lewin jusqu'à la mort de celui-ci.

## Prix
- Lauréate en 2021 du Prix Bernheim de la Fondation du Judaïsme Français[22].

## Décorations
- Commandeure de la Légion d'honneur[23]
- Grande officière de l'ordre national du Mérite[24]

## Œuvres

### Romans
- Bildoungue ou La vie de Freud, Christian Bourgois, 1978
- La Sultane, Grasset, 1981, roman inspiré par la vie de Roxelane, épouse de Soliman le Magnifique.
- Le Maure de Venise, Grasset, 1983
- Bleu Panique, Grasset, 1986
- Adrienne Lecouvreur ou Le cœur transporté, Robert Laffont, 1991, (réédition J'ai lu no 3957)
- La Senora, Calmann-Lévy, 1992 (réédition LGF-Livre de Poche no 8717), roman inspiré par la vie de Gracia Nassi.
- Pour l'amour de l'Inde, Flammarion, J’ai Lu, 1993
- La Valse inachevée, Calmann-Lévy, 1994 (réédition Le Livre de Poche no 13942)
- La Putain du diable, Flammarion, 1996 (réédition J'ai Lu no 4839)
- Le Roman du Taj Mahal, Noésis, 1997
- Les Dames de l'agave, Flammarion, 1998
- Le Voyage de Théo, Seuil, 1998 (Points Seuil n°P680)
- Martin et Hannah, Calmann-Lévy, 1999 (réédition Le Livre de poche no 14798)
- Afrique esclave, Noésis, 1999
- Jésus au bûcher, Seuil, 2000
- Cherche-midi, Stock, 2000 (réédition Le Livre de poche no 30048)
- Les Mille Romans de Bénarès, Noésis, 2000
- Le Sang du monde, Seuil, 2004, suite du Voyage de Théo
- Les derniers jours de la déesse, Stock, 2006
- La Princesse mendiante, Panama, 2007 (sur la vie de Mirabai)
- Dix Mille Guitares, Seuil, 2010

- La Reine des cipayes, Seuil, 2012
- Les Ravissements du Grand Moghol, Seuil, 2016
- Indu Boy, Seuil, 2018
- L'allemand de ma mère, Seuil 2023

### Essais
- Lévi-Strauss ou La structure et le malheur, Seghers, 1re édition en 1970, 2e édition en 1974, dernière édition entièrement remaniée Le Livre de poche, « Biblio essais », en 1985
- Le pouvoir des mots, Mame, coll. « Repères Sciences humaines », 1974
- Miroirs du sujet, 10/18, coll. « Esthétiques », 1975
- Pour une critique marxiste de la théorie psychanalytique, Éditions sociales, 1976
- Les fils de Freud sont fatigués, Grasset, coll. « Figures », 1978
- L’Opéra ou La défaite des femmes, Grasset, coll. « Figures », 1979
- Vies et légendes de Jacques Lacan, Grasset, coll. « Figures », 1981, et Le Livre de poche, coll. « Biblio essais », 1983
- Rêver chacun pour l’autre essai sur la politique culturelle, Fayard, 1982
- Le Goût du miel, Grasset, coll. « Figures », 1987
- Gandhi ou L'athlète de la liberté, Gallimard, coll. « Découvertes Gallimard / Histoire » (no 50), 1989, 2e édition, 1990
- La syncope, philosophie du ravissement, Grasset, coll. « Figures », 1990
- La pègre, la peste et les dieux, chroniques du Festival d’Avignon, Éditions théâtrales, 1991
- Sissi, l’impératrice anarchiste, Gallimard, coll. « Découvertes Gallimard / Histoire » (no 148), 1992
- Sollers, la fronde, Julliard, 1995
- Les révolutions de l’inconscient : histoire et géographie des maladies de l’âme, La Martinière, 2001
- Le divan et le grigri, avec Tobie Nathan, Odile Jacob, 1998
- La folle et le saint,  avec Sudhir Kakar, Seuil, 1999
- « Torero d'or », avec François Coupry, Paris, Hachette, 1981, réédition Robert Laffont, 1992,  (ISBN 2221073924)
- Claude Lévi-Strauss, PUF, coll. « Que sais-je ? », 2003
- La nuit et l’été : rapport sur la culture à la télévision, Seuil/La Documentation française, 2003
- Pour Sigmund Freud, Mengès, 2005
- Promenade avec les dieux de l'Inde, Panama, 2005
- Maison mère, NIL, 2006
- Qu’est-ce qu’un peuple premier ?, Panama, coll. « Cyclo », 2006
- Mémoire, Stock, 2009
- Éloge de la nuit, Albin Michel, 2009
- L'appel de la transe, Stock, 2011
- Dictionnaire amoureux des dieux et des déesses, Plon, 2014
- Aimons-nous les uns les autres, Seuil, octobre 2014[26]
- Faire l'amour avec Dieu, Albin Michel, 2017
- Mémoires du dieu Phallus, TohuBohu éditions, 2019  (ISBN 978-2376220886)
- Le musée des sorcières, Albin Michel, 2020  (ISBN 9782226440808)

### Contributions à des ouvrages et revues
- Collectif (participation sous le nom de Catherine Backès), « La séduction du diable » , dans Actes du Colloque du CICL « Entretiens sur l'Homme et le Diable » du 24 juillet au 3 août 1964, dirigé par Max Milner, publié sous le titre Entretiens sur l’Homme et le Diable aux Éditions Mouton & Co, 1965[27]
- Collectif (sous le nom de Catherine Backès), « Psychanalyse et philosophie », in La psychanalyse, Éd. SGPP, coll. « Le Point de la question », 1969
- Articles de critique littéraire et philosophique pour Le Matin de Paris
- Membre du comité de rédaction de la revue littéraire L'Arc, responsable entre autres des numéros consacrés à Hegel, Deleuze, Lacan, Jankélévitch et Derrida
- Membre du comité de rédaction de La Nouvelle Critique, revue des intellectuels communistes, disparue en février 1980
- Membre du comité de rédaction de la revue Opéra International
- Responsable de nombreux numéros du Magazine littéraire

### Série radiophonique
- Histoire de l'amour, en 20 épisodes d'environ 18–20 minutes, narrés par Catherine Clément, du 2 au 27 janvier 2012, sur France Culture, dans le cadre de l'émission « Un autre jour est possible », présentée par Tewfik Hakem, du lundi au vendredi à 6 h.
- Histoire des Dogons, en 20 épisodes d'environ 18–20 minutes, narrés par Catherine Clément, sur France Culture, dans le cadre de l'émission « Un autre jour est possible », présentée par Tewfik Hakem, du lundi au vendredi à 6 h. Elle y cite plusieurs fois Marcel Griaule.

### Autres
- Préface du Journal poétique de Sissi, d'Élisabeth d'Autriche, Le Félin
- Textes des Filles de Mirabai, livre de photographies de Hans Silvester
- Éprouver mais n'en rien savoir, l'intégrale des entretiens Noms de Dieux d'Edmond Blattchen, Alice, 2000.  (ISBN 978-2930182360)